# Karl von Schmidt (General, 1773)
Friedrich Karl Hellwig Schmidt, seit 1798 von Schmidt, (* 27. November 1773 in Könnern; † 28. Januar 1841 in Berlin) war ein preußischer Generalleutnant.

## Leben

### Herkunft
Er war der Sohn des preußischen Obersten Stephan Schmidt (1719–1795) und dessen Ehefrau Juliane Christiane, geborene Mehlhofe (1734–1807). Der Vater war Kommandeur des Depotbataillons im Infanterieregiments „von Budberg“ und durch König Friedrich Wilhelm II. in den persönlichen Adelsstand erhoben worden. Schmidt hatte noch vier Brüder, die wie er selbst am 6. Juli 1798 in den erblichen preußischen Adelsstand erhoben wurden.

### Militärkarriere
Am 20. Februar 1788 trat Schmidt als Gefreitenkorporal in das Füsilier-Bataillon „von Wilhelmi“ der Preußischen Armee ein. Dort wurde er am 26. Oktober 1789 Porteefähnrich und wechselte in das Füsilier-Bataillon „von Legat“, wo er am 30. Mai 1790 Sekondeleutnant wurde. Als solcher nahm er 1794/95 am Feldzug in Polen teil.
Schmidt kämpfte während des Ersten Koalitionskrieges in der Schlacht bei Kaiserslautern, wofür er eine Belobigung erhielt, ferner bei Briquenay, Limbach, Hornbach, Morrsheim Biebrich und Blieskastel. Schon zu Beginn des Ersten Koalitionskrieges wurde er am 1. Mai 1792 Adjutant des Bataillonskommandeurs. Am 19. Februar 1803 kam Schmidt zur Westfälischen Füsilier-Brigade und wurde am 14. September 1805 Premierleutnant. Im Vierten Koalitionskrieg wurde er am 6. November 1806 im Gefecht bei Lübeck am Fuß verwundet und am 22. April 1807 Stabskapitän sowie am 20. August 1808 Kapitän und Kompaniechef im 2. Pommerschen Infanterie-Regiment.
Zu Beginn der Befreiungskriege stieg Schmidt am 28. März 1813 zum Major und Bataillonskommandeur auf. Er kämpfte in den Schlachten bei Großbeeren, Dennewitz, Leipzig, Laon, Ligny, Belle Alliance sowie bei Compiègne, Namur wie auch bei der Blockade von Wittenberg, dem Sturm auf Arnheim und den Belagerungen von Landrecies, Philippeville und Givet. Für seinen Einsatz bei Dennewitz erhielt Schmidt das Eiserne Kreuz II. Klasse und für den bei Arnheim das eiserne Kreuz I. Klasse. Am 10. April 1815 übernahm er das Kommando über ein Regiment und wurde am 3. Oktober 1815 als Anerkennung seiner Tapferkeit in der Schlacht bei Ligny außer der Reihe zum Oberstleutnant befördert.
Nach dem Friedensschluss stieg Schmidt am 7. Oktober 1818 zum Oberst auf und wurde anlässlich des Ordensfestes 1821 mit dem Roten Adlerorden III. Klasse ausgezeichnet. Am 27. September 1821 folgte seine Ernennung zum Kommandeur der 2. Infanterie-Brigade in Danzig. 1825 erhielt er das Dienstkreuz. Unter Ernennung zum Kommandeur der 2. Landwehr-Brigade wurde Schmidt am 30. März 1828 mit Patent vom 2. April 1828 zum Generalmajor befördert. Für seine Verdienste erhielt er am 18. Januar 1832 den Roten Adlerorden II. Klasse mit Eichenlaub. Der russische Kaiser würdigte Schmidt für seine während des Feldzuges in Polen 1794/95 erbrachten Leistungen am 16. September 1832 durch die Verleihung des Sankt-Stanislaus-Ordens I. Klasse sowie am 24. Januar 1833 mit dem Orden der Heiligen Anna II. Klasse. Am 18. Januar 1836 erhielt er den Stern zum Roten Adlerorden II. Klasse. Am 30. März 1837 wurde Schmidt mit der Wahrnehmung der Geschäfte als 1. Kommandant von Danzig beauftragt und zugleich zum Kommandeur der 2. Division ernannt. Anlässlich der Feier seines 50-jährigen Dienstjubiläums erhielt er am 20. Februar 1838 den Roten Adlerorden I. Klasse mit Eichenlaub und wurde außerdem zum Ehrenbürger von Danzig ernannt. Am 15. März 1838 wurde er dann als Generalleutnant mit der gesetzlichen Pension zur Disposition gestellt. Er starb am 28. Januar 1841 in Berlin und wurde am 1. Februar 1841 auf dem Garnisonfriedhof beigesetzt.

### Familie
Schmidt heiratete am 17. Januar 1800 in Rheine Maria Katharine Meyer (1781–1862). Das Paar hatte mehrere Kinder:
- Julia (1800–1844) ⚭ Stanislaus Trautwein von Belle (1782–1844), preußischer Generalmajor
- Karl (1802–1887), preußischer Oberst und Kommandant der Festung Weichselmünde ⚭ 1831 Henriette Querner (1805–1891)
- Adolf (1804–1869), Oberförster ⚭ 1851 Christine Gaul (* 1824)
- Emilie (1806–1872), Stiftsdame zu Geseke-Keppel
- Hermann (1811–1873), Geheimer Oberfinanzrat ⚭ 1842 Agnes Backe (1815–1903)
- Heinrich (1816–1883), preußischer Oberstleutnant a. D.